# Bálint Alsáni
Bálint Alsáni, en français Valentin d'Alsan (né à Alsán, Hongrie, vers 1330 et mort le 19 novembre 1408 à Pécs est un cardinal hongrois de la fin du XIVe siècle et du début du XVe siècle.

## Repères biographiques
Bálint Alsáni étudie en France et en Italie. Il est professeur à Esztergom, chanoine à Pécs, de Veszprém et d'Esztergom. Il est élu évêque de Pécs en 1378. Alsáni est vice-chancelier du roi Lajos Ier de Hongrie et ambassadeur de Hongrie en Italie.
Le pape Urbain VI le crée cardinal lors du consistoire du 17 décembre 1384. Il ne participe pas au conclaves de 1389 (élection de Boniface IX, de 1404 (élection d'Innocent VII), ni de 1406 (élection de Grégoire XII)